# KSAT2
KSAT2ハヤトIIは鹿児島大学が製造した超小型衛星。2014年2月28日にH-IIAロケット23号機によって打ち上げられた。

## 概要
衛星の追跡、パンタグラフ式ブームの展開、地上と衛星の信号同期など7項目の実験を目的として開発された。